# Загряжский, Яков Петрович
Яков Петрович Загряжский — русский государственный и военный деятель середины XVII века, пристав, стряпчий.
В 1619 году упоминается, как помещик Романовского уезда. В 1627 году был стряпчим с платьем царя Михаила Фёдоровича. В 1636 и 1641 годах он дневал и ночевал на государевом дворе. В 1636 году был направлен Разбойным приказом в Пермь Великую для сыска и поимки преступников — разбойников и татей, получив в распоряжение отряд устюжских стрельцов и право использовать местных «розсылщиков, и пушкарей, и затинщиков, и посадских людей и сошных всяких людей, со всяким ратным боем». В 1645 году значится воеводой в Угличе. В 1648 году — объезжий голова в Москве от Тверских ворот по Петровские ворота и по Неглинной, а также в Троицкой, Неглиненской и Новодмитровской слободах за Земляным городом. В 1652 году Загряжский сопровождал царя Алексея Михайловича и царицу Марью Ильинишну в загородных поездках. В 1654—1656 годах был в польском походе головой у сторожей. В 1662 году был приставом у послов немецкого императора.